# Potiskavec
Potiskavec – wieś w Słowenii, w gminie Dobrepolje. W 2018 roku liczyła 46 mieszkańców.